# Wasserhaushalt an Nordsee- und Amsterdam-Rhein-Kanal

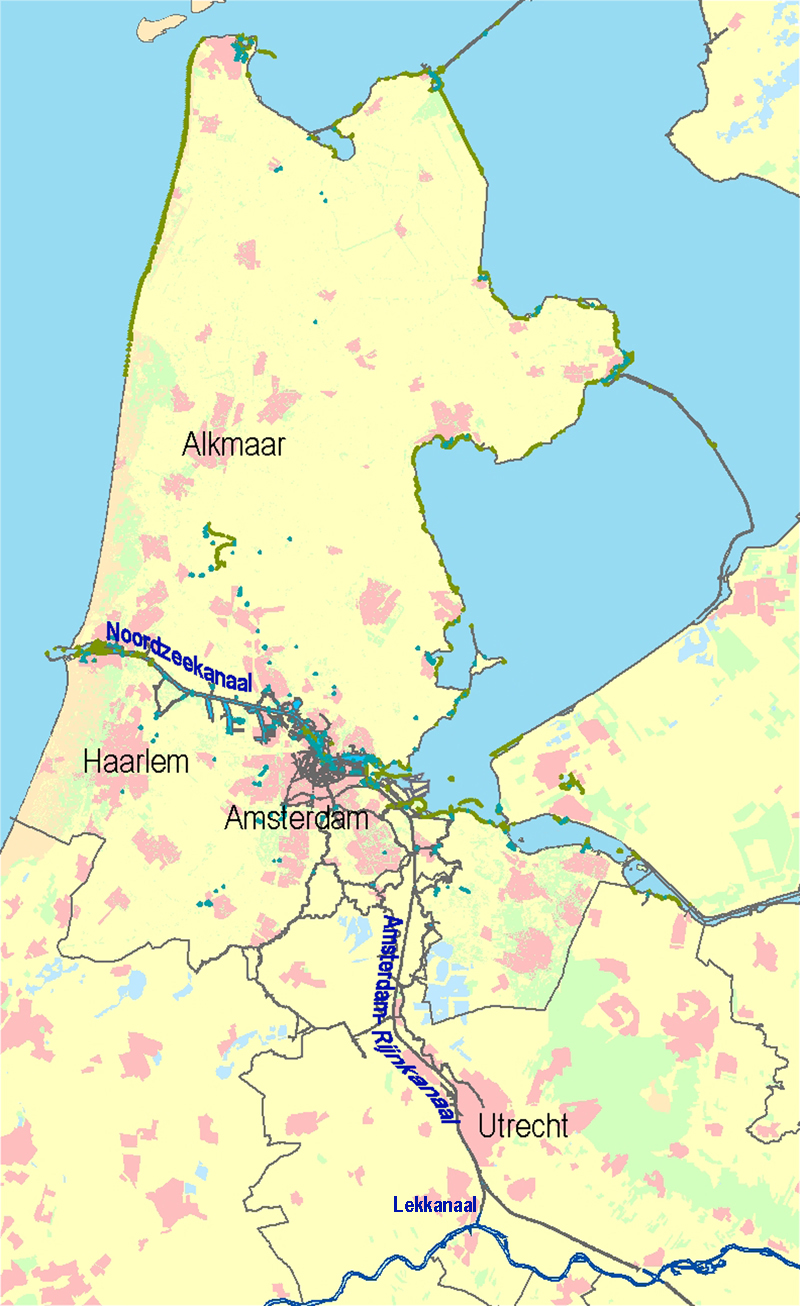
Übersichtskarte zum Amsterdam-Rhein-Kanal und Nordseekanal

Der Nordseekanal und der anschließende Amsterdam-Rhein-Kanal wurden ursprünglich für die Schifffahrt angelegt. Durch ihren gemeinsamen und gleichen Wasserstand bilden beide zusammen ein Kanalsystem, das zu einem wichtigen Element im Wasserhaushalt der Niederlande geworden ist. Die angrenzenden Wasserverbände leiten Wasser aus der Entwässerung der niedriger liegenden Polder in das Kanalsystem ein und dieses muss zusammen mit dem Wasser aus den Schleusungsvorgängen in die Nordsee abgeführt werden, damit der Kanalwasserstand nicht höher als zulässig wird. Die Ableitung erfolgt heute nur noch über das Sielbauwerk und das Pumpwerk in IJmuiden. Daneben kommt dem Amsterdam-Rhein-Kanal eine wichtige Rolle bei der Sicherung der Trinkwasserversorgung der Region und der Provinz Nordholland zu und spielt in Dürreperioden eine wichtige Rolle bei der Süßwasserversorgung der Landwirtschaft.

## Bauwerke des Kanalsystems
Verantwortlich für den Bau, Betrieb und Unterhalt der Kanäle ist Rijkswaterstaat (RWS), die ausführende Behörde des niederländischen Ministeriums für Infrastruktur und Umwelt zum Bau und Unterhalt von Straßen und Wasserwegen. Die Behörde RWS sorgt dafür, dass der Wasserstand im Kanalsystem bei NAP -0,40 Meter (NAP = Normaal Amsterdam Peil = Amsterdamer Pegel) gehalten wird. Dieser Wasserstand entspricht einem Niveau unterhalb des Meeresspiegels. In Zeiten lang anhaltender, hoher Nordseewasserstände darf der Wasserstand 10 Zentimeter höher bei NAP -0,30 Meter liegen.

### Nordseekanal (NS-K)

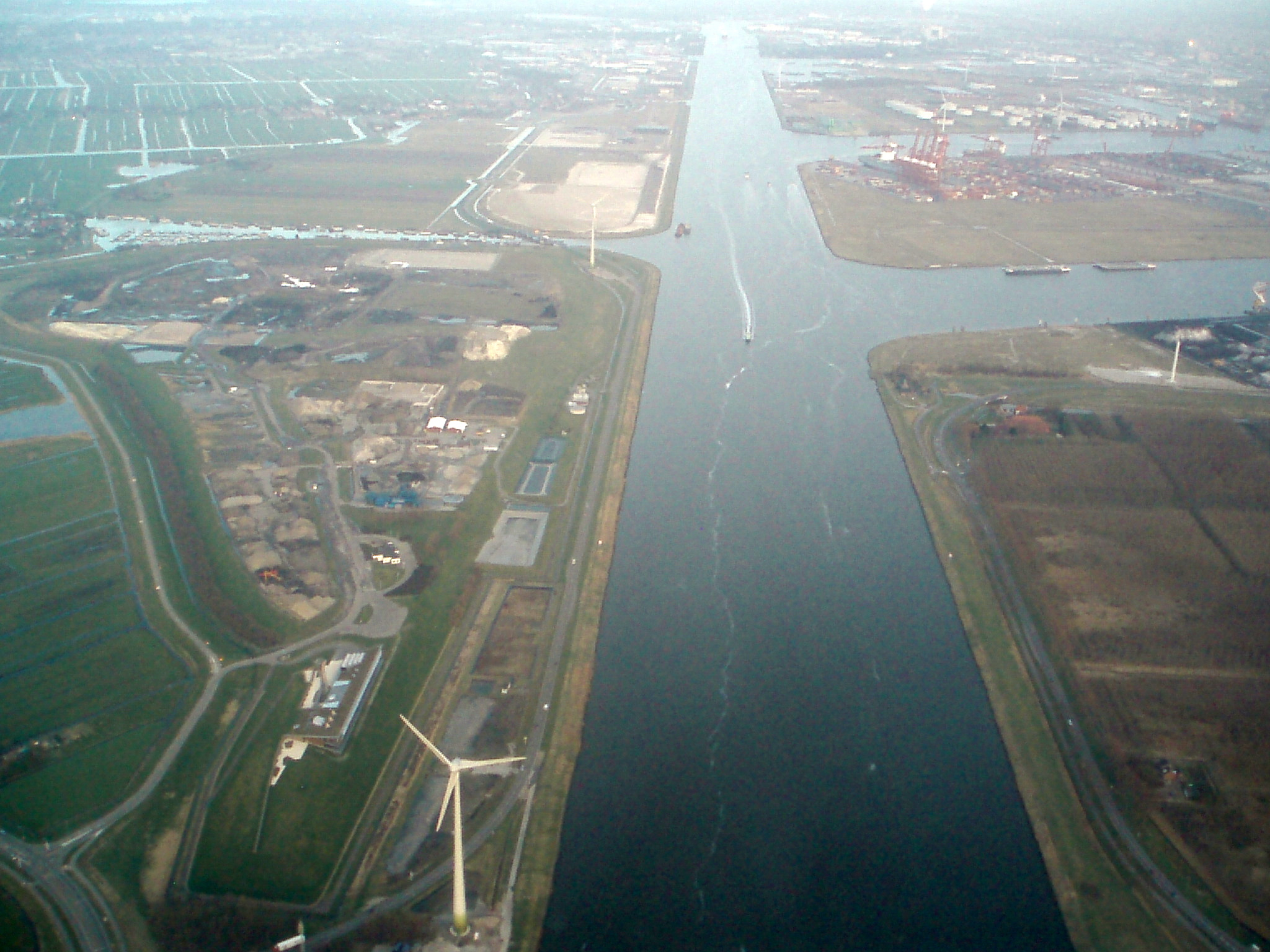
Nordseekanal und Hafen Amsterdam – Blickrichtung Osten

Der Nordseekanal ist der bedeutende Schifffahrtskanal für Seeschiffe zwischen IJmuiden an der Nordsee und der Hauptstadt Amsterdam mit seinem großen Hafen. Der Kanal von 21 Kilometer Länge wurde in der zweiten Hälfte des 19. Jahrhunderts angelegt, um dem Hafen von Amsterdam eine kurze Verbindung zum Meer zu verschaffen. Im Laufe der Zeit wurde der 1876 eröffnete Kanal mehrmals vertieft und verbreitert. Hinter dem Hafengebiet von Amsterdam geht der Nordseekanal in Richtung Osten in das Binnen-IJ über, das nach 7 Kilometer am IJ-Damm endet.
Zum Bau des Nordseekanal wurde die ehemalige IJ-Bucht der Zuiderzee genutzt und bis zur geplanten Kanaltrasse eingepoldert. Für die bis dahin ins IJ einmündenden Entwässerungskanäle wurden insgesamt 10 Seitenkanäle beim Einpoldern offen gelassen, um eine Verbindung zum neuen Kanal herzustellen. An den Übergängen fördern Pumpwerke das Wasser aus den Poldern in das Kanalsystem. Die größeren Nebenkanäle besitzen Schleusen für die Schifffahrt.
Den westlichen Abschluss des Nordseekanal bilden die Seeschleusen in IJmuiden. Derzeit (2019) werden vier Schleusen betrieben und eine neue ist im Bau. Mit 500 Meter Länge und 70 Meter Breite wird letztere die größte Schleuse der Welt werden. Wichtiges Bauwerk der Schleusenanlage für den Wasserhaushalt ist der Durchleitungskanal (Spuikanaal) mit dem Siel (Spuisluis) und dem Pumpwerk (Gemaal).
Auf der Ostseite des Nordseekanal bildet der IJ-Damm zwischen Binnen-IJ und Außen-IJ (Buiten-IJ) den Abschluss. Die drei Oranjeschleusen aus dem Jahr 1872 und die 1995 eröffnete Prinz-Willem-Alexander-Schleuse erlauben den Binnenschiffen die Durchfahrt ins Markermeer und weiter zum IJsselmeer. Durch den heute stets höher liegenden Wasserstand im Markermeer wird bei den Schleusungen Wasser in das Kanalsystem eingeleitet. Neben der Südschleuse an den Oranjeschleusen wurde schon zur Fertigstellung ein separater Durchleitungskanal angelegt, um Wasser bei Ebbe in der Zuiderzee abzuleiten. Heute wird dieser Kanal zum gezielten Einleiten von Wasser aus dem Markermeer genutzt.

### Amsterdam-Rhein-Kanal (A-R-K)

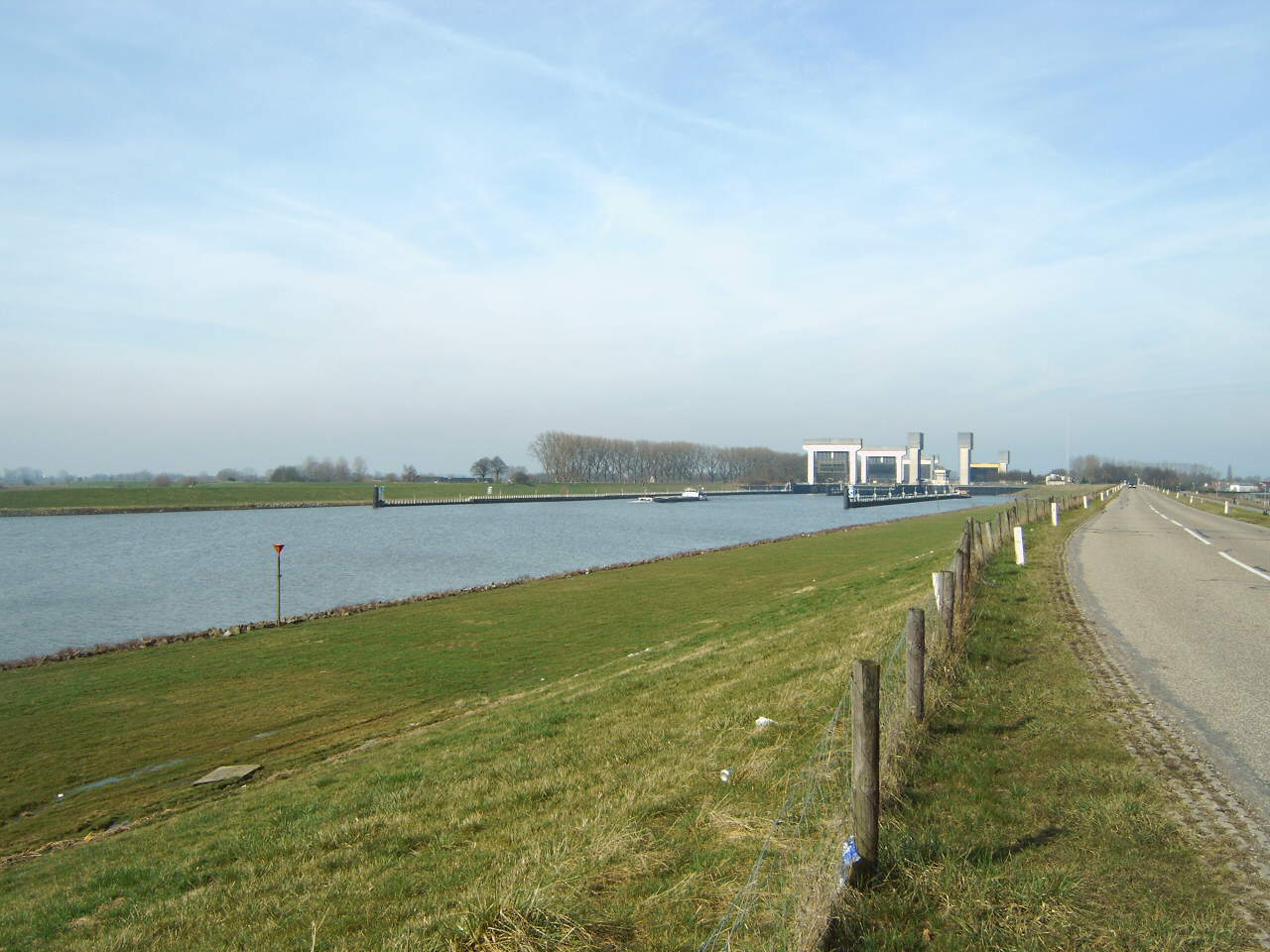
Amsterdam-Rhein-Kanal und Prinzessin Irene Schleusen

Am IJ-Damm vor den Oranjeschleusen zweigt seit Ende 1892 der Merwede-Kanal nach Süden ab. Durch seinen Ausbau und der Verlängerung in der Mitte des 20. Jahrhunderts entstand daraus der 72 Kilometer lange Amsterdam-Rhein-Kanal, wodurch die Binnenschifffahrt freie Fahrt zum Rhein und nach Deutschland erhielt.
Nach 59 Kilometern erreicht die Kanaltrasse in Wijk bij Duurstede den Lek, wo zwei Schleusen den Abschluss der Wasserhaltung bilden. Dahinter führt die Kanaltrasse noch weiter nach Süden bis nach Tiel an der Waal und erreicht damit das Rhein-Maas-Delta.
Durch die stets höheren Wasserstände im Rheinmündungsarm Lek erfolgt bei den Schleusungsvorgängen immer ein Abfluss des Überstandswassers in das Kanalsystem. Das einströmende Süßwasser dient zum Spülen des Kanalsystems und der Trinkwasserversorgung.

### Lekkanal
Als Teil des A-R-K zweigt seit 1938 südlich von Utrecht bei Nieuwegein der vier Kilometer lange Lekkanal ab. Er stellt eine kurze Verbindung zum Lek und darüber nach Rotterdam her. Den Abschluss der Wasserhaltung bildet die damals errichtete Doppelschleuse, die 2019 durch eine dritte Schleusenkammer ergänzt wurde. Auch diese Schleusen leiten das Überstandswasser in das Kanalsystem ein.

### Das Kanalsystem in Zahlen
|                   | Amsterdam-Rhein-Kanal | Lekkanal    | Nordseekanal         |
| ----------------- | --------------------- | ----------- | -------------------- |
| Länge             | 59 km (bis zum Lek)   | 4 km        | 21 km (bis zum IJ)   |
| Breite            | 100 bis 120 m         | 100 m       | 270 m                |
| Tiefe             | 6 m                   | 4,5 m       | 15 m Binnen-IJ: 11 m |
| Oberfläche        | 8.073.570 m2          |             | 20.523.670 m2        |
| Pegel, angestrebt | NAP -0,40 m           | NAP -0,40 m | NAP -0,40 m          |
| Maximumpegel      | NAP -0,30 m           | NAP -0,30 m | NAP -0,30 m          |

## Wasserhaushalt – Eintrag

### Wassereintrag aus Poldergebieten

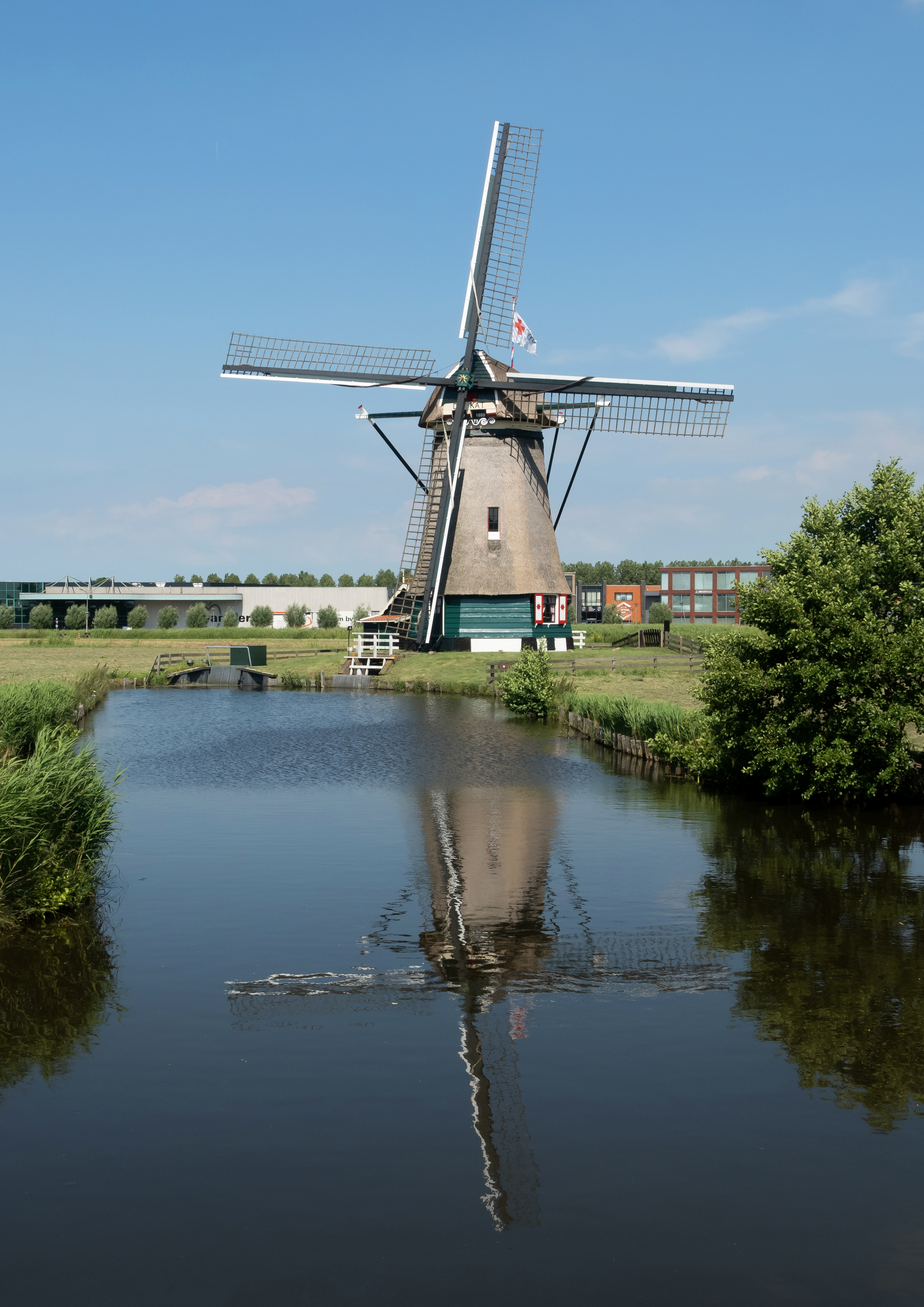
Windmühle zur Wasserförderung

Die Einleitung von Wasser aus den umliegenden Landflächen bildet die Haupteintragsquelle für das Kanalsystem. Um die unter dem Meeresspiegel und damit im Grundwasser liegenden Flächen nutzbar zu machen, legten die Holländer Polder mit Deichen ringsum an und entwässerten die Flächen durch Gräben und Kanäle. Zur Förderung des Wassers ins Meer wurden windgetriebene Pumpen gebaut – die heute noch in großer Zahl vorhandenen Windmühlen und das Wahrzeichen der Niederlande.
Diese Aufgabe war und ist für die Existenz der Niederlande überlebenswichtig. Daher wurde sie schon sehr früh als nationale und gemeinschaftliche Aufgabe angesehen und speziellen Wasserverbänden übertragen. Diese als Waterschapen oder Hoogheemraadschapen bezeichneten Verbände gelten als die älteste Form einer Selbstverwaltung in den Niederlanden, die bis in das 13. Jahrhundert zurückreicht. Durch Zusammenschlüsse existieren heute insgesamt 21 Waterschapen, die provinzübergreifend für die Wasserwirtschaft in der jeweiligen Region Sorge tragen.
Beidseits der Trassen von NS-K und A-R-K liegen die Poldergebiete der Provinzen Utrecht, Nordholland und Südholland. Vier Waterschapen sorgen für den Abtransport des gesammelten Grund- und Regenwassers durch eine Vielzahl an Pumpwerken:
- Hoogheemraadschap Hollands Noorderkwartier (HHNK) in der Provinz Nordholland
- Hoogheemraadschap van Rijnland (HVR) in den Provinzen Nordholland und Südholland
- Hoogheemraadschap Amstel, Gooi en Vecht (HAGV) in den Provinzen Nordholland und Utrecht
- Hoogheemraadschap De Stichtse Rijnlanden (HDSR) in den Provinzen Südholland und Utrecht

### Liste der größeren Pumpwerke
| Name                                       | Ort                                        | Leistung [m³/s]                            | Einleitung                                 | Koordinaten                                |
| Hoogheemraadschap Hollands Noorderkwartier | Hoogheemraadschap Hollands Noorderkwartier | Hoogheemraadschap Hollands Noorderkwartier | Hoogheemraadschap Hollands Noorderkwartier | Hoogheemraadschap Hollands Noorderkwartier |
| ------------------------------------------ | ------------------------------------------ | ------------------------------------------ | ------------------------------------------ | ------------------------------------------ |
| Gemaal Kadoelen                            | A'dam-Kadoelen                             | 11,6                                       | Seitenkanal I                              | 52.409° N 4.909° E                         |
| Gemaal Overtoom                            | Westzaan                                   | 3,0                                        | Seitenkanal E                              | 52.431° N 4.784° E                         |
| Zaangemaal                                 | Zaandam                                    | 25,0                                       | Seitenkanal G                              | 52.439° N 4.826° E                         |
| Gemaal De Waker (Barndegat)                | Zaandam                                    | 6,1                                        | Seitenkanal H                              | 52.430° N 4.862° E                         |
| Hoogheemraadschap van Rijnland             |                                            |                                            |                                            |                                            |
| Boezemgemaal Spaarndam                     | Spaarndam                                  | 38,0                                       | Seitenkanal C                              | 52.411° N 4.674° E                         |
| Gemaal Noodvijzel                          | Spaarndam                                  | 5,0                                        | Seitenkanal C                              | 52.411° N 4.674° E                         |
| Boezemgemaal Halfweg                       | A'dam-Westpoort                            | 33,0                                       | Amerikahafen                               | 52.392° N 4.771° E                         |
| Hoogheemraadschap Amstel, Gooi en Vecht    |                                            |                                            |                                            |                                            |
| Gemaal Zeeburg                             | A'dam-Zeeburg                              | 60,0                                       | Lozingskanaal                              | 52.367° N 4.953° E                         |
| Gemaal Stadwijck                           | Amsterdam-Zuid                             | 2,1                                        | Amstel                                     | 52.336° N 4.905° E                         |
| Gemaal De Ruiter                           | Vinkeveen                                  | 5,0                                        | Angstel                                    | 52.220° N 4.973° E                         |
| Gemaal Noorderlegmeer                      | Uithoorn                                   | 4,3                                        | Amstel                                     | 52.244° N 4.849° E                         |
| Gemaal Middelpolder                        | Amstelveen                                 | 5,4                                        | Amstel                                     | 52.312° N 4.904° E                         |
| Gemaal Bovenkerkerpolder                   | Nes a/d Amstel                             | 4,5                                        | Ringsloot                                  | 52.272° N 4.878° E                         |
| Hoogheemraadschap De Stichtse Rijnlanden   |                                            |                                            |                                            |                                            |
| Gemaal Caspargouw                          | Cothen                                     | 3,3                                        | A-R-K                                      | 51.985° N 5.26° E                          |
| Gemaal Galecop                             | Nieuwegein                                 | 5,6                                        | A-R-K                                      | 52.055° N 5.102° E                         |
| Gemaal Haarrijn (2014)                     | Breukelen                                  | 3,8                                        | A-R-K                                      | 52.146° N 5.014° E                         |

Nicht aufgeführt ist die Vielzahl von Pumpwerken mit Leistung geringer als zwei Kubikmeter pro Sekunde. Über alle Pumpwerke zusammen gelangen jedes Jahr rund 2 Milliarden m³ Wasser in das Kanalsystem. Quelle: 

### Wassereintrag aus Schleusen

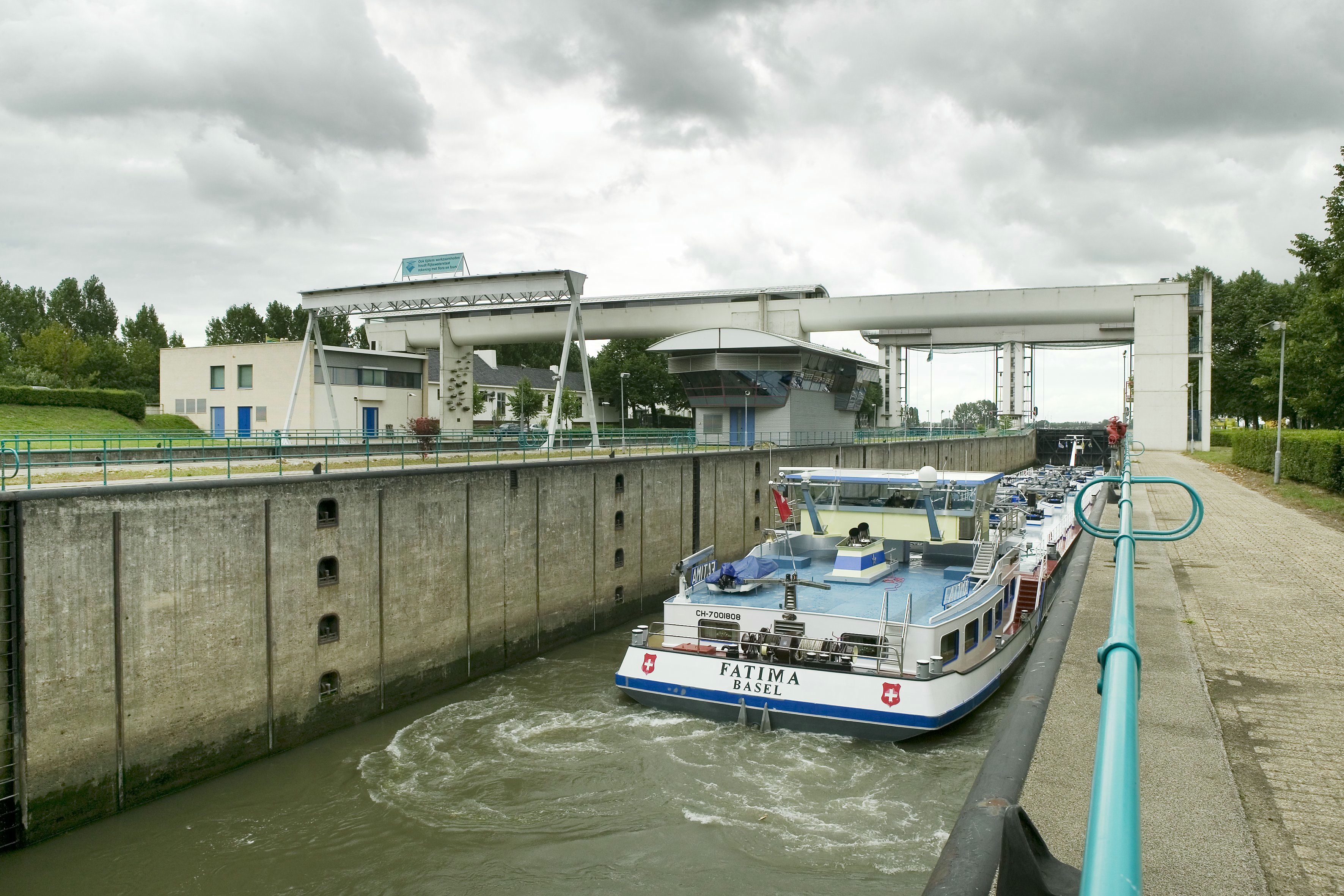
Schleuse bei Nieuwegein

Durch die Schleusungsvorgänge in IJmuiden wird je nach Gezeitenstand Wasser aus dem NS-K abgeführt oder Nordseewasser eingetragen. Da der Kanalpegel unterhalb des mittleren Meeresspiegel liegt erfolgt meist ein Wassereintrag. Ein Problem ist das eindringende Nordseewasser, dass zu einer Versalzung des Kanalwassers führt. Das entstehende Brackwasser ist für einen weiteren Gebrauch nicht geeignet.
Details siehe: Brackwasserproblematik
Der Wasserstand im Markermeer beträgt im Sommer 20 Zentimeter mehr als im NS-K. Wegen der starken Zuflüsse im Winter wird das Niveau in dieser Zeit tiefer gehalten und ist dann nur geringfügig höher als im Nordseekanal. Bei Wasserstandsdifferenzen zwischen drei und acht Zentimetern dürfen die Schleusentore an den Oranjeschleusen offen bleiben, sodass die Schleusen ungehindert durchfahren werden können. Dadurch wird an den Oranjeschleusen heute stets Süßwasser eingetragen. Das Wasser hilft beim Spülen der Grachten von Amsterdam und erzeugt einen Gegendruck beim Vordringen des Brackwassers aus IJmuiden. In Zeiten mit Schleusenbetrieb sorgt das separate Siel neben der Südschleuse für die notwendige Wasserzufuhr. Bei den Sanierungsarbeiten der Oranjeschleusen erhielt dieser Durchlass einen neuen Verschluss mit einem Hubtor, dass durch die Bedienzentrale für die Wasserhaltung in IJmuiden ferngesteuert wird.
Am Lek liegt der Wasserstand jederzeit deutlich höher als im Amsterdam-Rhein-Kanal, sodass alle Schleusen am Lek für einen Zufluss von Süßwasser sorgen. Auch dadurch wird ein Gegendruck erzeugt und das Vordringen von Salzwasser aus IJmuiden verhindert.
Pro Jahr werden durch die Schleusen ca. 1 Milliarde m³ Wasser in das Kanalsystem eingeleitet.

### Liste der Schleusen
| Name der Schleuse                              | Jahr der Inbetriebnahme                        | Nutz-Länge [Meter]                             | Breite [Meter]                                 | Drempeltiefe [Meter]                           | Schleusenverlust [Kubikmeter]                  |
| Schleusenkomplex IJmuiden (Hubhöhe 0,20 Meter) | Schleusenkomplex IJmuiden (Hubhöhe 0,20 Meter) | Schleusenkomplex IJmuiden (Hubhöhe 0,20 Meter) | Schleusenkomplex IJmuiden (Hubhöhe 0,20 Meter) | Schleusenkomplex IJmuiden (Hubhöhe 0,20 Meter) | Schleusenkomplex IJmuiden (Hubhöhe 0,20 Meter) |
| ---------------------------------------------- | ---------------------------------------------- | ---------------------------------------------- | ---------------------------------------------- | ---------------------------------------------- | ---------------------------------------------- |
| Kleine Schleuse                                | (1876) 1999                                    | 111                                            | 11                                             | 3,75                                           | 244                                            |
| Südschleuse                                    | (1876) 1999                                    | 111                                            | 18                                             | 8,00                                           | 400                                            |
| Mittelschleuse                                 | 1896                                           | 225                                            | 25                                             | 10,00                                          | 1.125                                          |
| Nordschleuse                                   | 1929                                           | 400                                            | 50                                             | 15,00                                          | 4.000                                          |
| Neue Seeschleuse                               | 2022                                           | 500                                            | 70                                             | 18,00                                          | 7.000                                          |
| Oranjeschleusen (Hubhöhe 0,20 Meter)           |                                                |                                                |                                                |                                                |                                                |
| Nordschleuse                                   | (1872) 2000                                    | 72,8                                           | 14                                             | 4,50                                           | 204                                            |
| Mittelschleuse                                 | (1872) 2000                                    | 95,2                                           | 18                                             | 4,50                                           | 343                                            |
| Südschleuse                                    | (1872) 2000                                    | 72,8                                           | 14                                             | 4,50                                           | 204                                            |
| Prinz Willem-Alexanderschleuse                 | 1995                                           | 200                                            | 24                                             | 5,20                                           | 960                                            |
| Amsterdam-Rhein-Kanal (Hubhöhe 1,80 Meter)     |                                                |                                                |                                                |                                                |                                                |
| Prinzessin-Irene-Schleuse West                 | 1952                                           | 350                                            | 18,0                                           | 12                                             | 11.340                                         |
| Prinzessin-Irene-Schleuse Ost                  | 1974                                           | 260                                            | 24,0                                           | 12                                             | 11.232                                         |
| Lek-Kanal (Hubhöhe 1,80 Meter)                 |                                                |                                                |                                                |                                                |                                                |
| Prinzessin-Beatrix-Schleuse 1                  | 1938                                           | 225                                            | 18                                             | 18,30                                          | 7.290                                          |
| Prinzessin-Beatrix-Schleuse 2                  | 1938                                           | 225                                            | 18                                             | 13                                             | 7.290                                          |
| Prinzessin-Beatrix-Schleuse neu                | 2019                                           | 276                                            | 25                                             | 18                                             | 12.420                                         |

Quelle: (S. 30)

### Eintrag aus Zuflüssen

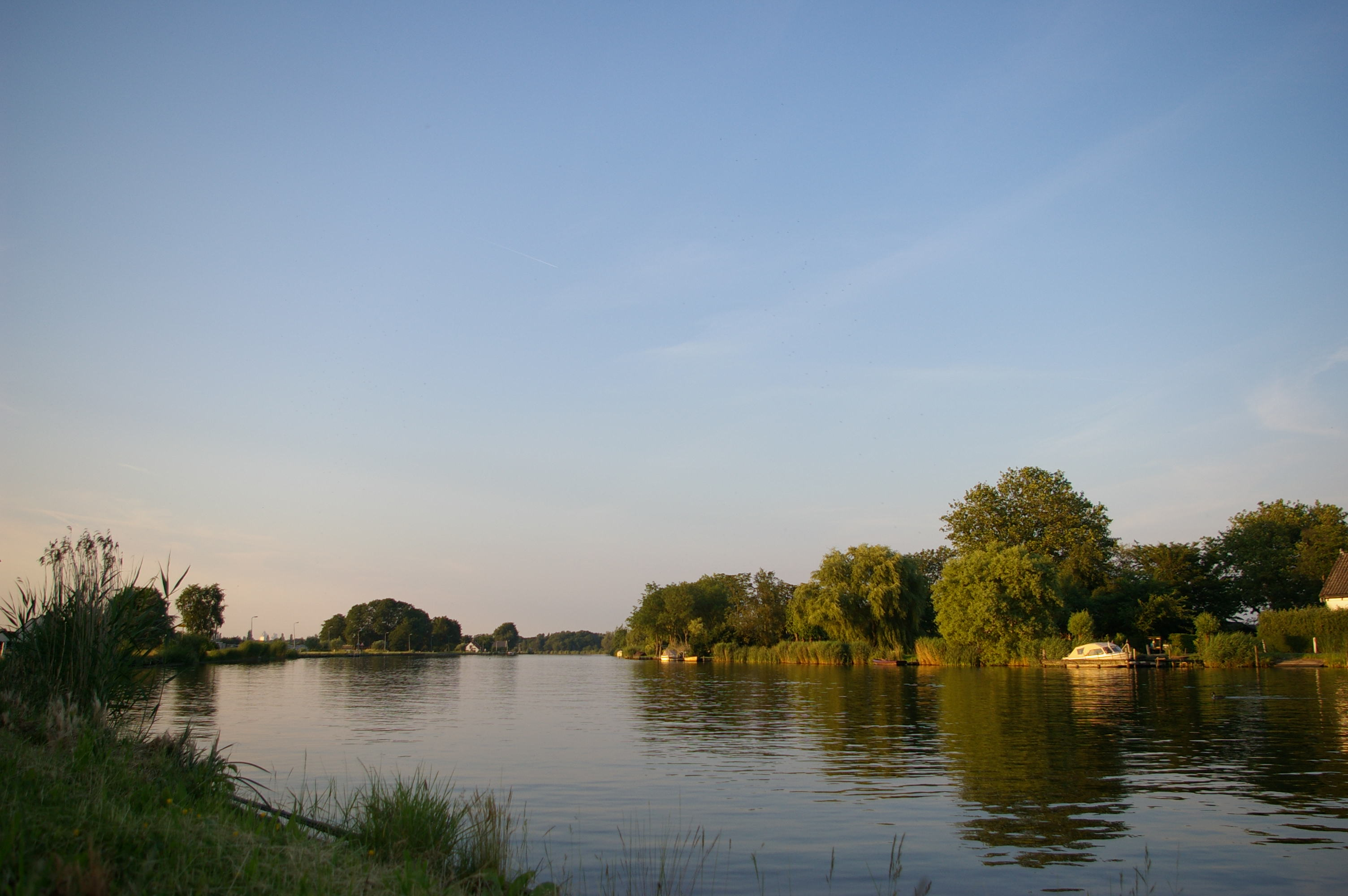
Amstel bei Nes

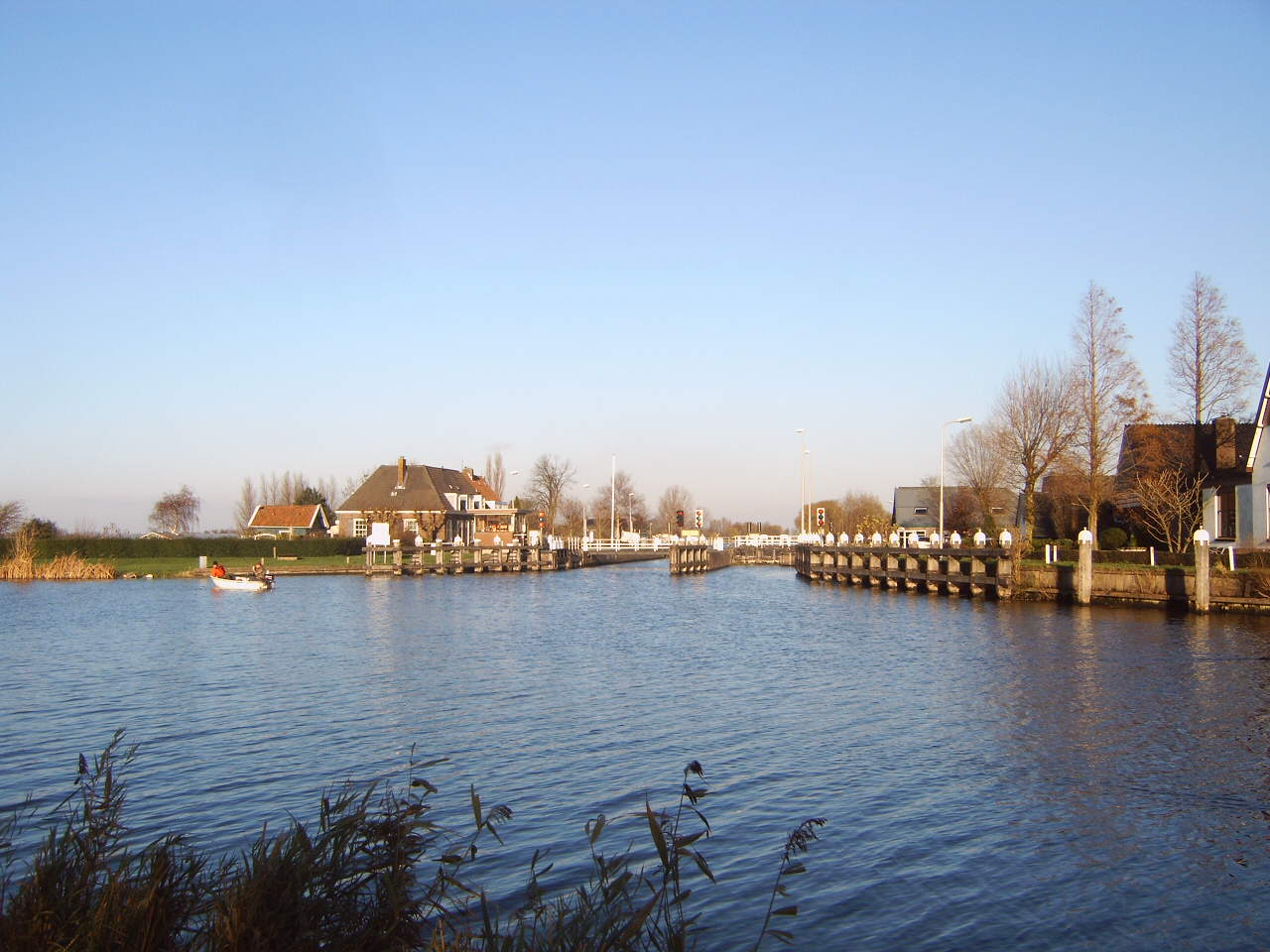
Tolhuis-Schleuse

Die Amstel, die der Hauptstadt der Niederlande ihren Namen gab, fließt nach dem Bau des NS-K nicht mehr frei ins IJ, sondern geht mit gleichem Niveau von Süden kommend in den NS-K über. Auf ihrem teilweise kanalisierten Verlauf (Amstel-Drecht-Kanal) durch das Amstelland wird sie ebenfalls für die Wasserabfuhr aus den angrenzenden Landflächen benutzt. Sie durchfließt die Kanäle in Amsterdam und sorgt ebenfalls für eine Auffrischung des Wassers in den Grachten. Den südlichen Abschluss der Amstel bildet die Zollhausschleuse (Tolhuissluis) nordwestlich von Nieuwveen.
Ein gezieltes Spülen der Grachten erfolgte bis 2010 durch den Einsatz des Zeeburger Pumpwerks (Gemaal Zeeburg). Es liegt südlich der Oranjeschleusen am A-R-K und zieht über einen Düker (Syphonsluis) unter diesem Kanal Wasser aus dem Markermeer und leitet dies in den Lozingskanaal und die parallele Nieuwevaart. Durch das Schließen verschiedener Schleusentore im Grachtensystem wird das Spülwasser in den Stadtgrachten von Amsterdam verteilt. Heute erfolgt ein Betrieb des Pumpwerks zum Spülen nur in Zeiten, wenn der Sauerstoffgehalt in den Grachten zu gering ist.
Die Entwässerung der Polder im Amstelland erfolgt auch über die vielen kleineren Flüsse, die ursprünglich zur Zuiderzee flossen. Beim Bau des A-R-K wurden einige der Flüsse 'durchtrennt' und 'kreuzen' heute den Kanal. Diese 'Nebenarme' können durch Schleusen oder Tore verschlossen werden, stehen aber heutzutage meist offen. Über Kanäle sind diese Flüsse untereinander und mit der Amstel verbunden. In diesem System entstehen Wasserbewegungen hauptsächlich bei Regen und durch die Pumpwerke. Südlich von Amsterdam stellt seit 1639 die Weespertrekvaart – der Treidelkanal nach Weesp – eine Verbindung zwischen der Amstel im Westen und der Vecht im Osten her. Bei Driemond erhält dieser Kanal einen Zufluss aus der Gein und kreuzt anschließend den A-R-K. Auf der Ostseite wird die Fortsetzung zur Vecht als Smal Weesp bezeichnet. Der vor dem A-R-K liegende Teil des Treidelkanals nutzt den ehemaligen Nebenarm Gaasp, die zusammen mit der Diem in die Zuiderzee floss und heute bei Diemen eine weitere Verbindung zum A-R-K herstellt. Die von Süden kommende Gein besitzt weiter oberhalb in Abcoude eine Verbindung zur Angstel, die über das Abcoudermeer und den Holendrecht mit der Amstel bei Amstelveen verbunden ist. Nördlich von Utrecht schafft der Nieuwe Wetering nochmals einen Wasseraustausch zwischen Angstel und dem A-R-K.
Die östlich von Utrecht nach Norden fließende Vecht weist ein bemerkenswertes Phänomen auf, denn sie fließt in zwei Richtungen: von Muiden am IJmeer nach Süden und von Utrecht nach Norden, um bei Nigtevecht in den Kanal zu gelangen. Die insgesamt fünf Schleusen zwischen der Vecht und dem A-R-K sind seit 1983 permanent geöffnet, sodass ein ständiger Wasseraustausch stattfindet. Auch der ehemalige Verlauf des Rheins (Rijn) kreuzt südlich von Utrecht als Leidse Rijn den A-R-K. Westlich von Harmelen fließt er weiter als Oude Rijn bis nach Katwijk und in die Nordsee. An der Kreuzung mit dem Kanal liegt ein wichtiges Pumpwerk (De Aanvoerder) zur Versorgung des Amstellands mit Süßwasser in Notzeiten.

## Wasserhaushalt – Ableitung
Um den Wasserstand im Kanalsystem zu halten, müssen die jährlich eingeleiteten 3 Milliarden m³ Wasser in die Nordsee abgeführt werden. Ansonsten drohen Überschwemmungen und die Schifffahrt würde behindert. Im Gegensatz zu früher erfolgt die Ableitung seit 1975 nur noch in IJmuiden, damit das eindringende Salzwasser auf möglichst kurzen Weg wieder zurückgeführt wird. Die Gesamtmenge entspricht einem Jahresmittel von rund 95 m³ pro Sekunde.

### Wasserableitung in IJmuiden

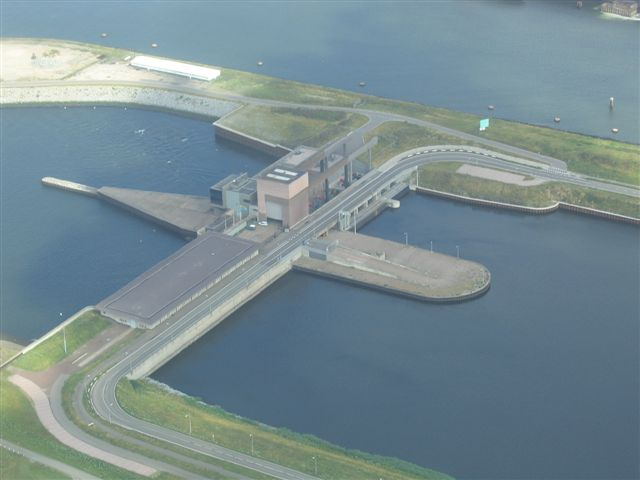
Siel und Pumpwerk (rechts) von IJmuiden

Beim Bau des NS-K im 19. Jahrhundert wurde direkt neben der Südschleuse in IJmuiden ein Siel von 10 Meter Breite errichtet, das aber nur bei Ebbe Wasser abführen konnte. Bei zusätzlichem Bedarf musste eine der beiden Schleusen genutzt werden, die dann aber für Schleusungen nicht zur Verfügung stand. Bei der Sanierung der Schleusen in den 1960er Jahren konnte dieser Durchlass verschlossen werden, da diese Aufgabe durch das neue und größere Siel auf der Nordseite erfüllt wurde.
In den 1940er Jahren war der Durchleitungskanal (Spuikanaal) zwischen der Nordschleuse und dem Hochofenhafen angelegt worden, der für die Landesverteidigung in Form der Inundierung vorgesehen war. Für diesen Zweck kam das Sperrbauwerk nie zum Einsatz und wurde zu einem Sielbauwerk umgebaut. Das 1945 in Betrieb genommene Siel besitzt sieben Öffnungen von 5,90 Meter Breite und 4,80 Meter Höhe, um bei Ebbe bis zu 500 m³ Brackwasser pro Sekunde im freien Abfluss in die Nordsee abführen zu können. Dadurch konnte auch der Schiffsdurchsatz an den Schleusen erhöht werden, da keine gesonderten Spülvorgänge mehr über die Schleusen vorgenommen werden mussten. Nach der in den 1990er Jahren erfolgten Renovierung der Verschlussorgane im Siel konnte das Ableitungsvermögen auf 900 m³ pro Sekunde gesteigert werden. (S. 296)
Der vorherrschenden Wind aus westlichen Richtungen verursacht bei Ebbe einen Wasserstand, der häufig über dem Niveau des Kanals liegt. Dadurch ist eine ausreichende Abfuhr von Wasser über das Siel nicht gewährleistet. Daher beschloss Rijkswaterstaat neben dem Siel ein Pumpwerk zu errichten, das 1975 mit vier Pumpen (jeweils 40 m³/s) in Betrieb ging. Bis 2004 kamen zwei weitere Pumpen (50 m³/s) hinzu, sodass heute maximal 260 m³ pro Sekunde bei einer Förderhöhe von 2,30 Meter möglich sind. Damit ist dieses Pumpwerk das größte der Niederlande.
Siel und Pumpwerk haben damit insgesamt vier Funktionen. Die wichtigste ist im Rahmen der Wasserwirtschaft die Abfuhr des überschüssigen Wassers. Darüber hinaus sorgen sie für die Wasserqualität über das Durchspülen des Kanalsystems. Durch die Lage der Bauwerke an der Nordsee nehmen sie auch die wichtige Funktion als Hochwassersperre im Sinne des Deltaplans wahr. Schlussendlich sind sie für die Wasserhaltung im Kanal zuständig, um ein möglichst stabiles Niveau für die Schifffahrt zu halten. Die Zentrale für die Überwachung dieser Funktionen befindet sich in IJmuiden. Dort werden die Pumpen und Verschlüsse der beiden lokalen Entwässerungsanlagen und per Fernsteuerung der Zulauf an den Oranjeschleusen gesteuert.
Quelle:  (S. 277 bis 280 und S. 292 bis 311)

### Historische Wasserableitung an den Oranjeschleusen

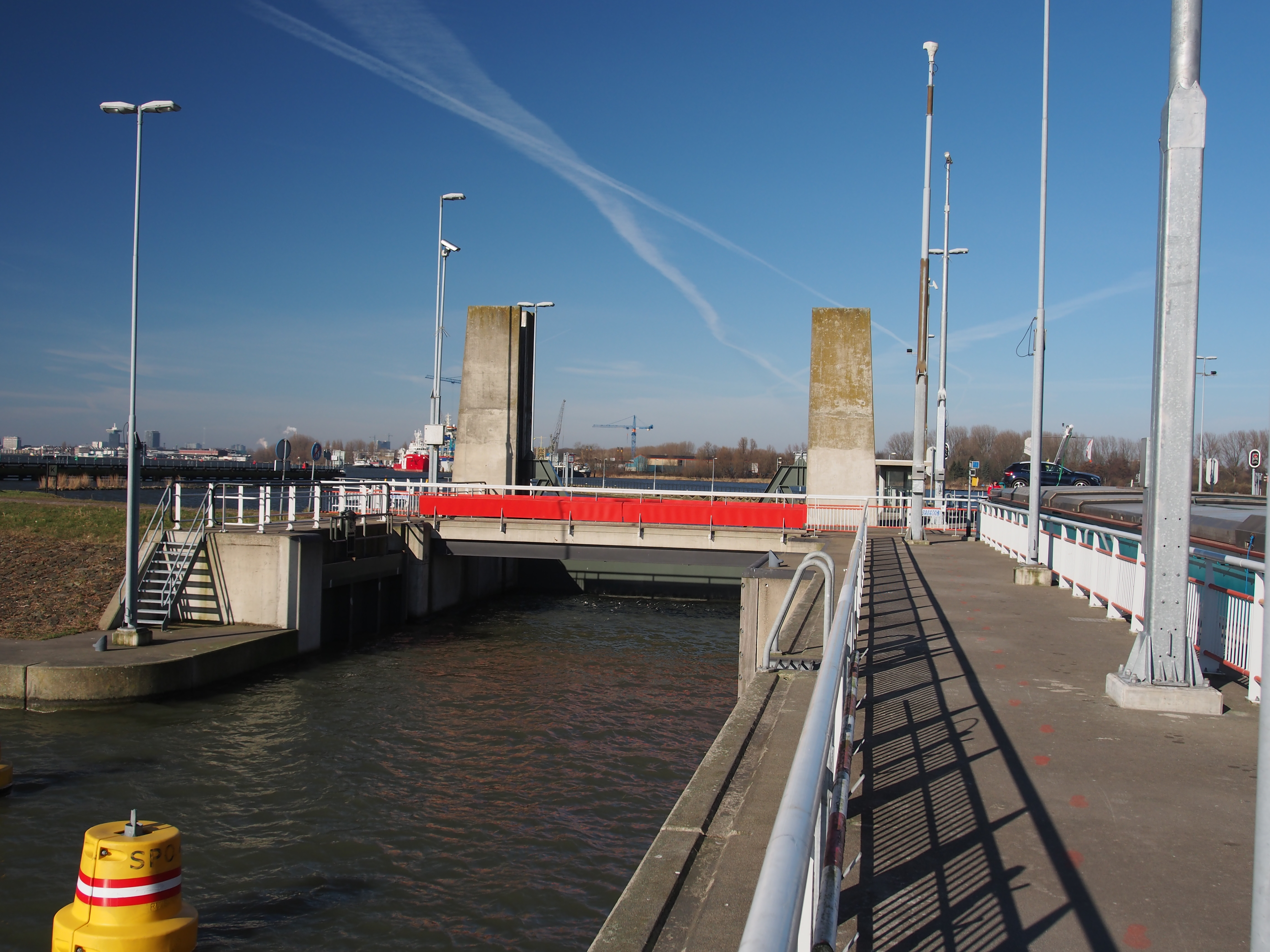
Sielschleuse neben der Südschleuse

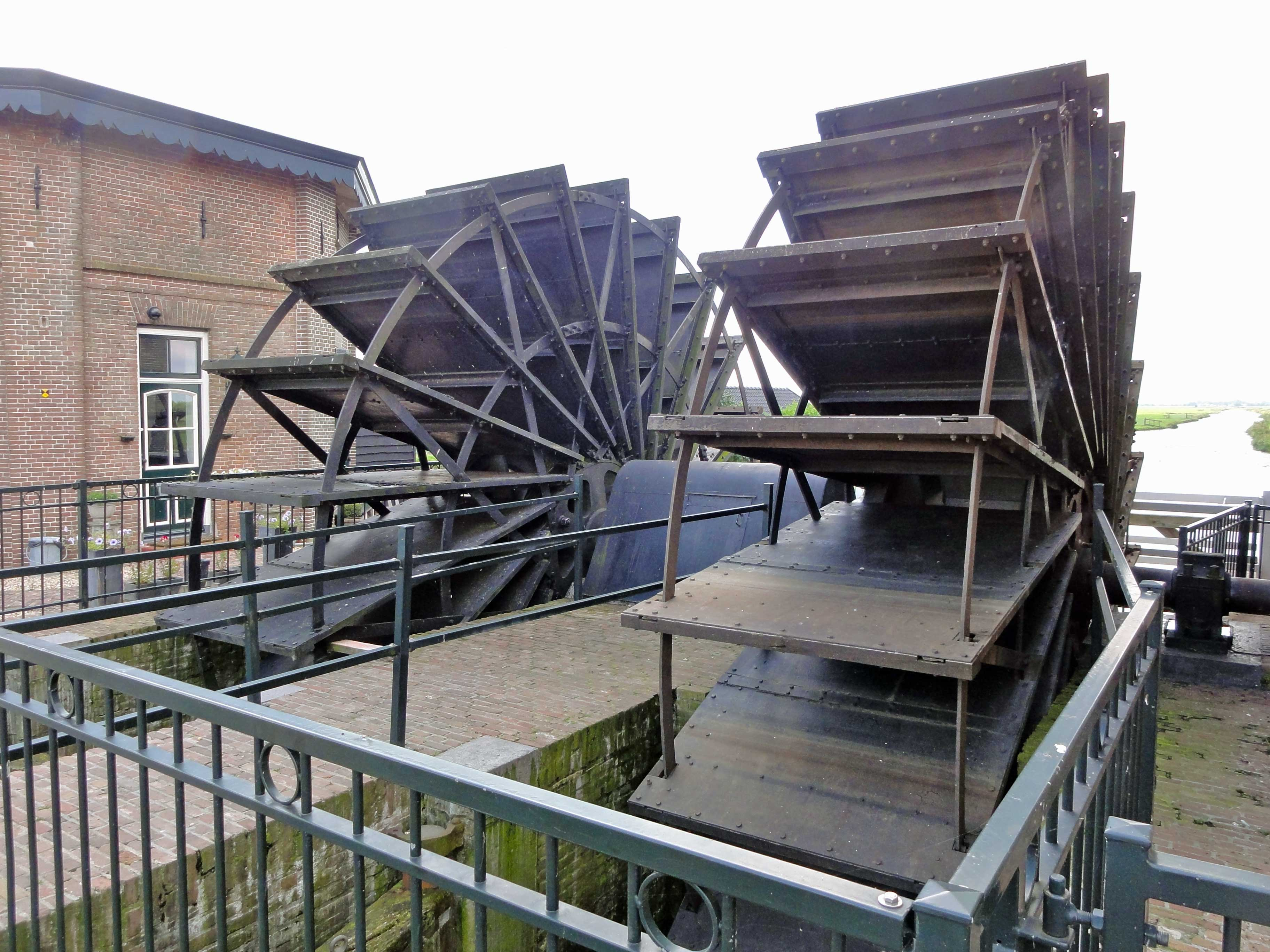
Zwei Schöpfräder

Am östlichen Ende des NS-K wurden beim Bau des IJ-Damms und der Oranjeschleusen weitere Entwässerungsmöglichkeiten geschaffen. Bis zum Bau des Abschlussdeichs bestand bis 1932 an der Ostseite der Oranjeschleusen Tideeinfluss, sodass höhere und niedrigere Wasserstände gegenüber dem Nordseekanal anstanden. Um bei Ebbe in der Zuiderzee einen natürlichen Abfluss des Überschusswassers zu ermöglichen, wurde ein Siel (Spuisluis) errichtet. Der heute noch betriebene Durchlass hat eine Breite von 10 Meter und liegt direkt neben der Südschleuse.
Um auch bei Flut in der Zuiderzee das Wasser abführen zu können, errichtete man zusätzlich ein Pumpwerk auf der Nordseite bei Schellingwoude. Die 1871 in Betrieb genommene 'Dampfwassermühle' (Stoomwatermolen) besaß drei separate Durchlässe von 4,5 Meter Breite und 40 Meter Länge, die durch Stemmtore geschlossen werden konnten. In jedem Kanal war eine aus England stammenden Appold-Pumpe liegend eingebaut. Für den Antrieb dieser Zentrifugalpumpen sorgten drei Dampfmaschinen, die von acht Dampfkessel versorgt wurden. Jedoch zeigte die Anlage verschiedene bauliche Mängel und die Dampfmaschinen erbrachten bei weitem nicht die geplante Leistung von 225 PS.
Das Problem der mangelhaften Entwässerungsleistung wurde durch den 1892 eröffneten Merwede-Kanal verschärft, weil über diesen Kanal noch mehr Wasser aus Entwässerungsgebieten dem Kanalsystem zugeführt wurde. Daher war eine Steigerung des Abfuhrvermögens an dieser Stelle dringend geboten. Als Lösung errichtete man ein neues Pumpwerk, das 1895 südlich der Schleusenanlage als Schöpfradpumpwerk (Schepradstoomgemaal) in Betrieb ging. Neben einem zentralen Kesselhaus befanden sich links und rechts jeweils drei Durchlässe, von denen jeder ein Schöpfrad von 8,5 Meter Durchmesser und drei Meter Breite besaß. Die tatsächliche Leistungsfähigkeit der Maschinenanlage war höher als berechnet, sodass im Normalbetrieb vier Schöpfräder ausreichten.
Mit Inbetriebnahme der Schöpfradanlage konnte die alte Dampfwassermühle außer Betrieb genommen werden und die Kessel mit den Maschinen sowie der Schornstein wurden entfernt. Erst 1998 kam auch der bauliche Teil bis auf die noch vorhandenen Durchlässe unter den Abrisshammer. Nach der Inbetriebnahme des großen Siels in IJmuiden wurde auch das Schöpfradpumpwerk stillgelegt, um das IJsselmeer nicht mit dem Brackwasser aus dem Kanal zu belasten. Jedoch musste zur Erhöhung der Gesamtabfuhrleistung dieses Schöpfwerk 1968 nochmals in Betrieb gesetzt werden – allerdings mit Dieselmotoren. Nachdem 1975 in IJmuiden das Pumpwerk hinzugebaut worden war, konnte das Schöpfwerk endgültig außer Betrieb gehen und wurde 1990 abgerissen. Zwischenzeitlich dienten die drei südlichen Durchlässe dem Einlassen von Wasser ins Binnen-IJ während die nördlichen Durchlässe verschlossen waren.
Quelle:  (S. 280 bis 292)

### Wasserableitung zum Markermeer
Im Fall von zu hohen Wasserständen im Grachtensystem von Amsterdam kommt ebenfalls das Zeeburger Pumpwerk zum Einsatz. Durch die horizontal eingebauten Pumpen kann in beiden Richtungen gepumpt werden. Das heutige Gebäude stammt aus dem Jahr 1943 und wurde mit drei Pumpen mit einer Leistung von jeweils 800 m³ pro Minute ausgestattet. In den 1960er Jahren kam eine vierte Pumpe hinzu, die 1200 m³ pro Minute fördern kann. Der Ablauf von maximal 60 Kubikmeter pro Sekunde erfolgt unter dem A-R-K hindurch in das IJmeer als Teil des Markermeers.

## Wasserentnahme zur Trinkwassernutzung

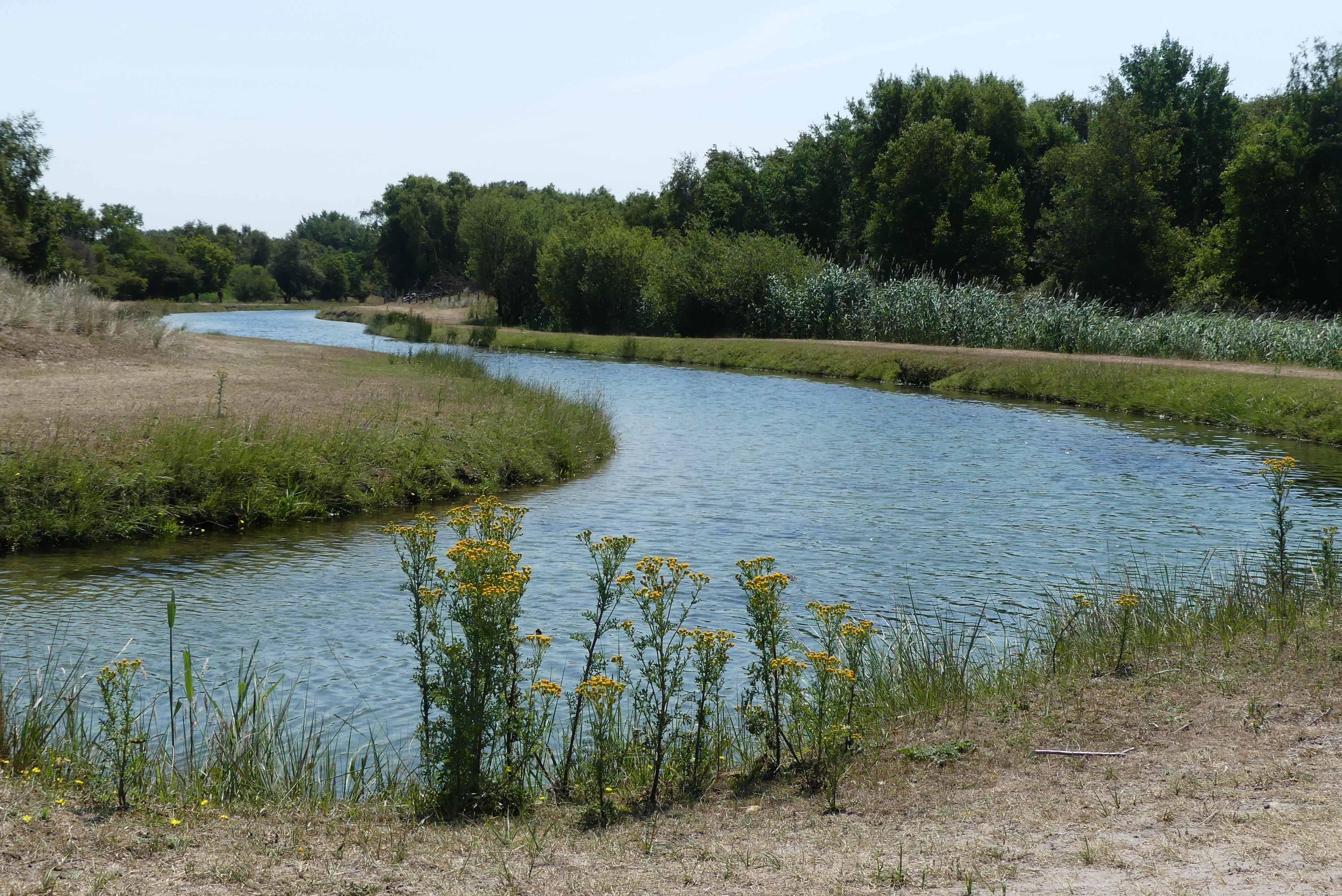
Grundwasseranreicherung in den Dünen bei Zandvoort

Durch den Gehalt von Brackwasser im NS-K erfolgt keine Entnahme zur Trinkwasseraufbereitung in diesem Bereich. Dagegen hat der A-R-K eine große Bedeutung für die Trinkwasserversorgung in den Regionen Utrecht, Nordholland und Südholland. Das von den Schleusen am Lek eingeleitete Süßwasser wird für die Trinkwasseraufbereitung verwendet. Waternet, ein Gemeinschaftsunternehmen des Wasserverbands Hoogheemraadschap Amstel, Gooi en Vecht und der Gemeinde Amsterdam betreibt zusammen mit dem Wasserversorger Provinciaal Waterleiding Bedrijf Noord-Holland (PWN) eine Entnahme von Kanalwasser in Nieuwegein am Westufer des Lekkanals. Wegen des Gehalts von Schwermetallen, Salzen, Pestiziden und sonstigen Verschmutzungen muss das entnommene Rheinwasser einer umfangreichen Vorbehandlung durch Fällung und Sandfiltration unterzogen werden. Danach wird das gesäuberte Wasser über 55 Kilometer zu den Dünen der Amsterdamer Wasserversorgung (Amsterdamse Waterleidingduinen ) südlich von Zandvoort gepumpt. Genutzt seit 1853 ist es das älteste Wassergewinnungsgebiet der Niederlande. Jährlich werden hier 50 Millionen m³ Rohwasser gewonnen und im Wasserwerk Leiduin zu Trinkwasser für die Stadt Amsterdam aufbereitet.
Die Wasserleitung nach Zandvoort wird weitergeführt bis nach IJmuiden und dort unter dem NS-K hindurch in die Dünen des Nordholländischen Dünenreservats, wo der Versorger PWN ebenfalls das Grundwasser anreichert. Das daraus gewonnene Rohwasser wird zu Trinkwasser aufbereitet und in der Provinz Nordholland sowie auf der Insel Texel verteilt. Daneben entnehmen auch das Werk von Tata Steel- ehemals Hoogovens – in IJmuiden und eine Papierfabrik in Velsen Wasser aus dieser Leitung für ihre Brauchwasserversorgung.

## Brackwasserproblematik
Die Schleusungsvorgänge in IJmuiden sind dafür verantwortlich, dass permanent Salzwasser aus der Nordsee in den Nordseekanal eindringt. Durch die Vermischung mit dem Süßwasser im Kanal entsteht Brackwasser, das für einen weiteren Gebrauch nicht verwendbar ist, denn die permanente Versalzung schadet der Natur, der Landwirtschaft und dem Gartenbau in der näheren Umgebung. Der höhere Wasserstand im Kanal bedingt einen Abfluss von Brackwasser in das Grundwasser der umliegenden Landflächen.

### Versalzung durch die Schleusen von IJmuiden
Durch den Kanalwasserstand von NAP -0,40 Meter liegt der Wasserspiegel die meiste Zeit unter dem Niveau der Nordsee, sodass das salzige Überstandswasser aus den Schleusen in den Kanal gelangt. Selbst bei gleichem Wasserstand von Nordsee und NS-K dringt beim Öffnen der Schleusentore vermehrt Salzwasser in die Schleusenkammer bzw. in den Kanal, weil sich das Salzwasser mit seiner größeren Dichte sofort wie eine Zunge unter das anstehende Süßwasser schiebt. Dadurch dringt die Brackwasserzone im Kanal immer weiter in Richtung Osten vor und droht auch das Grachtensystem der Stadt Amsterdam zu fluten. Ein gewisser Gegendruck entsteht durch die Einleitungen von Wasser aus der Landentwässerung entlang des Nordseekanals und den Durchleitungskanal am IJ-Damm. Jedoch bleibt dieses Süßwasser eher an der Oberfläche. Alle überschüssigen Wassermengen müssen in die Nordsee abfließen, wozu der separaten Spuikanaal mit Siel und Pumpwerk in IJmuiden geschaffen wurde.
Das Problem der Versalzung des Kanalwassers erhält durch den Bau der Neuen Seeschleuse eine neue Dimension. Würde man nur den reinen Überstand aus der Schleuse von i.M. 20 Zentimetern berücksichtigen – ohne Berücksichtigung der Dichteströmung – gelangen rund 10.000 m³ Nordseewasser in den Kanal. Der Salzeintrag entspricht etwa 40 LKW-Ladungen Salz bei jeder Schleusung. Um der vermehrten Versalzung entgegenzuwirken, hat Rijkswaterstaat für das Wassermanagement im Nordseekanal das Projekt der Selektiven Rückführung gestartet. Dazu soll im Spuikanaal eine Betonwand eingezogen werden, die am Grund eine Öffnung von 4 Meter Höhe und 70 Meter Breite erhält. Durch die höhere Dichte des Salzwassers strömt vermehrt das Brackwasser durch diese Öffnung bei Zurückhaltung des oberhalb befindlichen Süßwassers und es kann so viel Salzwasser wie möglich dem Siel und dem Pumpwerk zugeführt werden. Der Baubeginn ist für 2020 vorgesehen und soll nach zwei Jahren abgeschlossen sein.

### Versalzung an den Oranjeschleusen
Mit dem Bau des Abschlussdeichs wurde die Zuiderzee zu dem Süßwassersee IJsselmeer ohne Gezeiteneinfluss. Die beiden Sielbauwerke Stevinsluizen und Lorentzsluizen halten im IJsselmeer einen konstanten Wasserstand von NAP -0,20 Meter (Sommer). Als größtes Süsswasserreservoir der Niederlande muss das IJssel- und Markermeer vor einer Versalzung durch das Brackwasser im NS-K geschützt werden. Daher hatte man den Betrieb des Pumpwerks an den Oranjeschleusen mit Errichtung des Siels in IJmuiden eingestellt. Durch den vorhandenen Spülkanal im IJ-Damm wird Süßwasser in den NS-K eingeleitet, um das Vordringen von Brackwasser zu vermindern.

### Bodenversalzung im Grünen Herz
Das Gebiet zwischen den Städten Amsterdam, Utrecht, Rotterdam und Leiden wird als das „Grüne Herz“ (Groene Hart) der Niederlande bezeichnet. Es ist eine landwirtschaftlich geprägte Gegend mit vielen Gewächshäusern, die einen hohen Bedarf an Wasser besitzen. Zur Bewässerung der Landflächen werden die in großer Anzahl vorhandenen Gewässer genutzt, wobei die teilweise kanalisierte Hollandse IJssel eine zentrale Rolle spielt.
Durch die Lage der Polder und Seen unterhalb des Meeresspiegels drückt Salzwasser aus dem Untergrund hinein. Dabei darf aber der Salzgehalt in den landwirtschaftlichen Flächen die Konzentration von 300 mg/l nicht überschreiten, da dies die Kulturpflanzen schädigen würde. Normalerweise führt das Abfließen von Regenwasser dazu, dass dieses Salz auf „natürliche“ Weise ausgewaschen wird. Aber in Dürreperioden fehlt diese Spülwirkung und es muss mit Wasser aus der 'fließenden Welle' z. B. der Hollandse IJssel nachgeholfen werden. Fällt dann im Einzugsgebiet des Rheins längere Zeit kein Niederschlag und sinkt dadurch der Abfluss im Rhein unter 1.100 m³ pro Sekunde kann die Süßwasserversorgung im „Günen Herz“ nicht mehr gesichert werden. Durch den geringen Gegendruck des Rheinwassers kann das Salzwasser aus der Nordsee über den Nieuwe Waterweg ins Landesinneren vorankommen, sodass die Salzkonzentration in der Hollandsen IJssel die 300 mg/l überschreitet. Zum Vergleich: Meerwasser hat eine Salzkonzentration von 25.000 mg/l.
Für diesen Fall haben die vier Waterschapen am Kanalsystem Vereinbarungen untereinander zur sogenannten „klimaresistenten Wasserversorgung“ (Klimaatbestendige Wateraanvoervoorziening) getroffen, die drei Wege zur Süßwasserversorgung vorsehen. Über das Noordergemaal in Utrecht kann Wasser aus dem A-R-K über den Merwedekanal und den 'Doorslag' bei Nieuwegein in die Hollandse IJssel geleitet werden. Ein zweiter Weg führt über das Pumpwerk „De Aanvoerder“ in Utrecht, das speziell für diesen Zweck errichtet wurde und sieben m³ pro Sekunde aus dem A-R-K in den Leidsche Rijn und weiter zum Oude Rijn fördern kann. Dazu muss aber die Verbindung zwischen Kanal und Rijn geschlossen werden, damit das gepumte Wasser nicht sofort zurückfließt. Als Folge muss die Schifffahrt auf dem Rijn eingestellt werden.
Die dritte Möglichkeit besteht über das Pumpwerk Zeeburg in Amsterdam, das eigentlich zur Entwässerung gebaut worden ist, aber auch beim Durchspülen der Grachten verwendet wird. Durch Absperren von Schleusentoren im Grachtensystem wird in diesem Fall das Wasser zur Amstel geleitet, die dadurch 'gezwungen' wird, rückwärts zu fließen. Dadurch gelangt Süßwasser bis an das obere Ende der Amstel an der Tolhuissluis. Während dieser Zeit ist der Schiffsverkehr innerhalb der Grachten stark behindert. Bisher musste diese spezielle Süsswasserzufuhr zwei Mal (2003 und 2010) in Betrieb gesetzt werden, um Wasser in das „Grüne Herz“ zu befördern. In 2003 konnte dadurch zwei Monate lang kein Schiffsverkehr auf dem Leidse Rijn stattfinden.

## Intelligentes Wassermanagement
Die Wasserablaufsituation in IJmuiden ist von zentraler Bedeutung für den Wasserhaushalt in der gesamten Region des Kanalsystems von NS-K und A-R-K. Wenn während des Niederschlags mehr Wasser in die Kanäle gelangt, als von IJmuiden ins Meer eingeleitet werden kann (maximal 260 m³/s), steigt der Wasserstand. Vor dem Hintergrund der drohenden Versalzung der Polder ist heutzutage das Ziel, das Süßwasser möglichst lange im System zu halten und nicht 'ungenutzt' in IJmuiden abzuführen. Dazu haben die beteiligten Waterschapen eine engere Zusammenarbeit beschlossen, um den Wasserhaushalt in der gesamten Region effizienter führen zu können.
Für ein „Intelligentes Wassermanagement“ wurden verschiedene Szenarien zu Hochwasser und Dürre ausgearbeitet und in Modellrechnungen abgebildet. Zusammen mit allen aktuellen Informationen zur Hoch- oder Niedrigwassersituation und dem Zustand der Pumpstationen aller Waterschapen können die einzelnen Wassermanager im operativen Wassermanagement das Gesamtsystem im Blick behalten und den Pufferraum im System optimal nutzen. Erst bei weiter steigenden Wasserständen im System werden die zusätzlichen Ableitungsmöglichkeiten über die Pumpwerke in Katwijk (94 m³/s), Den Helder (60 m³/s) oder Amsterdam-Zeeburg (60 m³/s) genutzt. Dadurch steht mehr und länger Süßwasser für die verschiedenen Nutzungen zur Verfügung und Schäden aufgrund von Wassermangel oder Überflutung können begrenzt werden.

### Pumpwerke zum Spülen und Abführen
| Name                                                 | Ort                                   | Leistung [m³/s]                       | Einleitung                               | Koordinaten                           |
| Spülpumpwerke zur Süßwasserversorgung                | Spülpumpwerke zur Süßwasserversorgung | Spülpumpwerke zur Süßwasserversorgung | Spülpumpwerke zur Süßwasserversorgung    | Spülpumpwerke zur Süßwasserversorgung |
| ---------------------------------------------------- | ------------------------------------- | ------------------------------------- | ---------------------------------------- | ------------------------------------- |
| Gemaal Zeeburg (Pumpen in beiden Richtungen möglich) | Amsterdam                             | 60,0                                  | ← in Lozingskanaal oder ins Markermeer → | 52.367° N 4.953° E                    |
| Noordergemaal                                        | Utrecht                               | 18,0                                  | Merwedekanal                             | 52.051° N 5.106° E                    |
| Gemaal De Aanvoerder                                 | Utrecht                               | 5,3                                   | Leidsche Rijn                            | 52.083° N 5.078° E                    |
| Entlastungspumpwerke                                 |                                       |                                       |                                          |                                       |
| Rijksgemaal                                          | IJmuiden                              | 260,0                                 | Nordsee                                  | 52.471° N 4.602° E                    |
| Gemaal De Helsdeur                                   | Den Helder                            | 60,0                                  | Nordsee                                  | 52.946° N 4.788° E                    |
| Gemaal Koning Willem Alexander                       | Katwijk                               | 64,0                                  | Nordsee                                  | 52.208° N 4.406° E                    |

## Weitere Nutzung von Kanalwasser
Die Kraftwerke in Utrecht, Amsterdam und Velsen entnehmen den Kanälen Kühlwasser, das bei der Rückleitung aber nicht zu warm sein darf. Dies würde den Fischbestand gefährden.
Beide Kanäle dienen vielen Berufsfischern als Fischgrund und sind beliebte Angelplätze der Sportangler, da sie eine der wichtigsten Routen für die Fischwanderung in den Niederlanden bilden. Als Besonderheit vollzieht sich im Kanal der Übergang von Süß- zu Salzwasser allmählich, sodass sich die Fische dem wechselnden Salzgehalt anpassen können. Jedoch werden die Fische durch Dämme, Schleusen und Pumpstationen behindert, um wechselweise von der Nordsee oder aus dem Markermeer in das Kanalsystem zu gelangen. Geräusche und Wirbel, die durch die Schiffspropeller verursacht werden, halten die Fische davon ab durch die Schleusen zu schwimmen. Und hohe Strömungsgeschwindigkeiten in den Durchlasskanälen bilden ebenfalls eine Barriere für die Fischwanderung. Um diesem Zustand abzuhelfen, hat Rijkswaterstaat generell beschlossen eine Durchgängigkeit von Abdämmungen für Fische zu ermöglichen.
In IJmuiden ist zu diesem Zweck der südliche Durchlass im Siel als Fischdurchlass ausgebildet worden. Durch die Reduzierung der Drehzahl der Pumpen können die Fische auch die Pumpstation besser passieren. Darüber hinaus wurde 2017 die Kleine Sluis für den Fischdurchgang nutzbar gemacht. Verschließbare Öffnungen in den Schleusentoren können je nach Gezeitenzustand automatisch so geregelt werden, damit Wanderfische leicht durchschwimmen können.
Am IJ-Damm wurde schon 1975 der mittlere der drei Durchlässe an der ehemaligen Dampfwassermühle (Nordseite) zu einem drei Meter breiten Fischpass umgebaut. Ein zweiter Fischpass entstand am ehemaligen Schepradstoomgemaal, wo einer der sechs Durchlässe dazu genutzt wird. [1](S. 311)
Rijkswaterstaat und die anliegenden Waterschapen bemühen sich die Kanalufer naturnah zu gestalten, um die einzigartige Lebensgemeinschaft, die an Brackwasser gebunden ist, zu erhalten. Westlich der Fähre von Buitenhuizen wurden zu beiden Seiten des Kanals naturnahe Uferzonen geschaffen: die Naturschutzgebiete Spaarnwoude und Buitenhuizen. Darüber hinaus wurden in Zusammenarbeit mit der Vogelschutzwache Zaanstreek die Schwalbenwand und die Eisvogelwand wiederhergestellt. Beide Vogelarten entdeckten 2016 sofort die neuen Wände und zogen dort ihre Jungen auf.